# The Richest Songs in the World
The Richest Songs in the World (As Canções Mais Lucrativas do Mundo) é um documentário de 2012 da BBC 4, que explica todo o processo de pagamento de royalties pelo qual algumas das composições passaram, listando as 10 canções mais lucrativas de sempre.
Dirigido por Guy Evans, o documentário revela que a maioria das músicas são lucrativas porque ganharam variadas versões, além de terem sido regravadas ao redor do mundo.

## As Canções
10. The Christmas Song (Merry Christmas To You)" - Mel Torme/Nat King Cole

9.  Pretty Woman - Roy Orbison

8.  Every Breath You Take - The Police
 
7.  Santa Claus Is Coming To Town - John Frederick Coots e Haven Gillespie
 
6.  Stand By Me - Ben E. King / Jerry Leiber, e Mike Stoller 

5.  Unchained Melody - Alex North and Hy Zaret/The Righteous Brothers

4.  Yesterday - The Beatles 

3.  You've Lost That Lovin' Feelin' - The Righteous Brothers
 
2.  White Christmas - Irving Berlin 

1.  Happy Birthday To You - Patty Hill and Mildred J. Hill/Warner Chappell